# Samuxi járás
A Samuxi járás (azeri nyelven:Samux rayonu) Azerbajdzsán egyik járása. Székhelye Samux.

A Samuxi járás elhelyezkedése Azerbajdzsánban

## Népesség
- 1999-ben 49 469 lakosa volt, melyből 48 004 azeri, 865 kurd, 595 török, 134 orosz, 23 tatár, 7 lezg, 4 örmény, 3 avar, 2 grúz.
- 2009-ben 53 708 lakosa volt, melyből 52 572 azeri, 753 kurd, 292 török, 40 orosz, 4 örmény, 3 ukrán, 2 lezg, 42 egyéb.